# Iván (település)

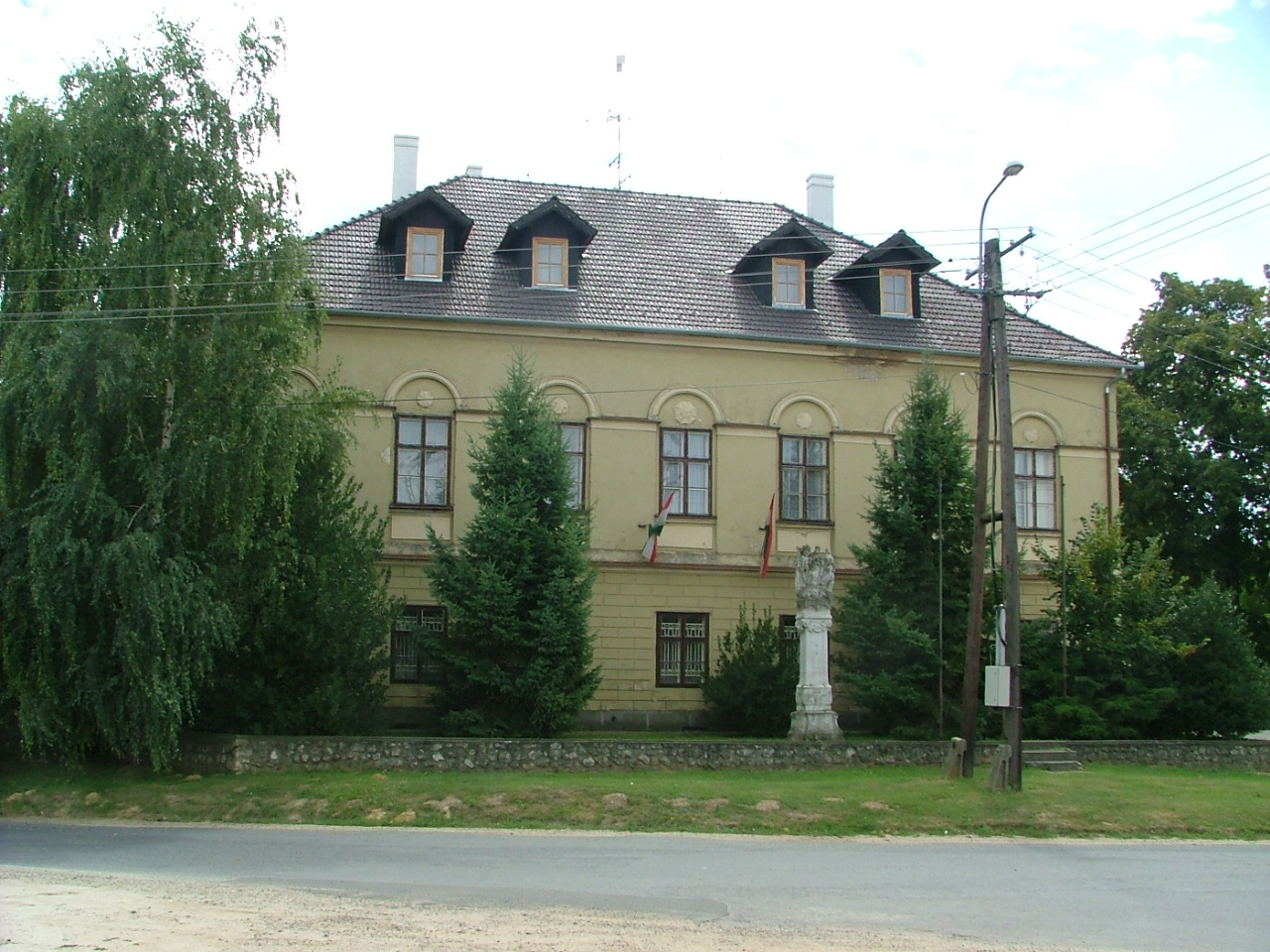
A Széchenyi-kastély, ma iskola

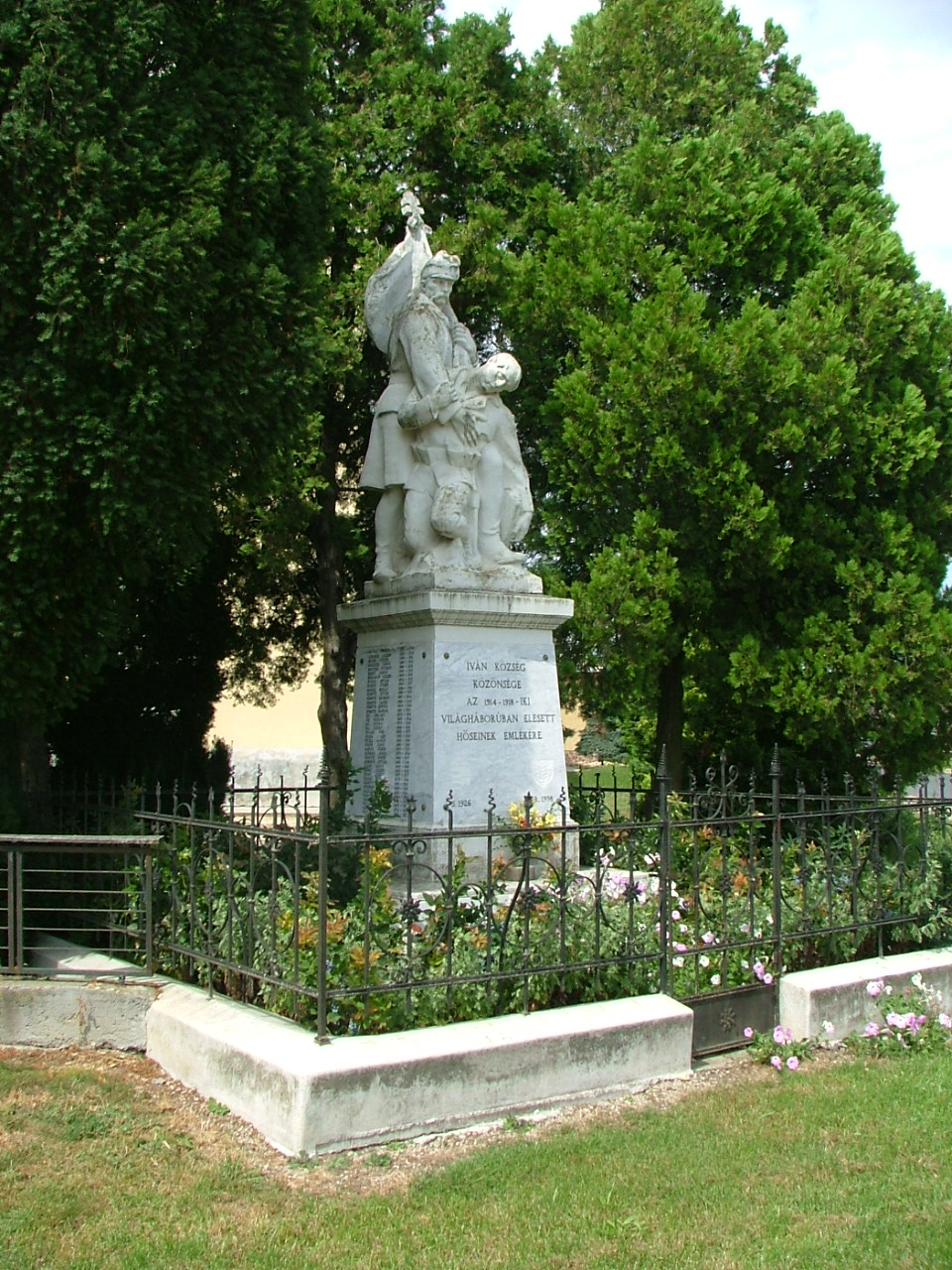
Világháborús emlékmű

Iván község Győr-Moson-Sopron vármegyében, a Soproni járásban; körjegyzőségi székhely.

## Fekvése
A vármegye délnyugati szélén fekszik, szinte minden oldalról erdő határolja. Külterületének 8 tavát a horgászok szívesen keresik fel.
A szomszédos települések: észak felől Pusztacsalád, kelet felől Dénesfa, délkelet felől Répceszemere, dél felől Csáfordjánosfa, Csér és Nemesládony, délnyugat felől Sajtoskál, nyugat felől Simaság, északnyugat felől pedig Újkér.

### Megközelítése
A környező községek többsége felől elérhető közúton, alsóbbrendű utakon. Főutcájaként, nagyjából kelet-nyugati irányban a Gyóró-Dénesfa határszélétől induló, és Simaságon át Csepregig vezető 8618-as út halad végig a központján, Répceszemerével a 8616-os, Csáfordjánosfával a 8617-es, Pusztacsaláddal a 8621-es, Újkérrel pedig a 8623-as út köti össze.
Az ország távolabbi részei felől legegyszerűbben a 84-es főúton közelíthető meg, simasági vagy újkéri letéréssel.
Autóbuszjáratok kötik össze Sopronnal, Celldömölkkel és Kapuvárral, a három legközelebbi várossal. A korábbi Celldömölk–Répcelak–Fertőszentmiklós-vasútvonal felszámolása óta vasúti megközelítése Fertőszentmiklós (Eszterháza), Kapuvár, Répcelak, Celldömölk vasútállomásairól csak menetrendszerű autóbusz-csatlakozással oldható meg.

## Nevének eredete
A falunév eredetének legvalószínűbb magyarázata az Árpád-korba nyúlik vissza. Az akkori gyakorlat vehető alapul, miszerint a korai időkben gyakori volt, hogy a birtokostól nyerte a település a nevét. Sőt, Melich János professzor, a régi magyar nyelv kitűnő tudósa több ízben leszögezte, egészen magyar sajátosságnak tekinthető, hogy toldalék nélkül, csupán a személynév változzék át helynévvé.
Ezután a Képes Krónikában bukkantak rá egy bizonyos Ján (Iván) nevű soproni comesre (ispán). 1071–ben – 3 évvel a cserhalmi ütközet után – Iván ispán vezetésével rendre visszaverték a bizánciakkal szövetkező besenyők támadásait. Ezen sikereknek köszönhetően a király és a herceg illendő köszönetet mondott, és királyi módon, bőkezűen megajándékozták. Tehát az akkor elismerésre szert tett ispán ekkor kaphatta meg a falut, és innen eredhet a község neve.
Joggal merülhet fel a kérdés, hogy vajon honnan származik ez az akkoriban szokatlan név? Nos ennek történelmi háttere van és ezen a logikai vonalon jutunk el egészen Kijevig, a normann–orosz állam központjába, ahol a  Vazul–ág két hercege, I. András és Levente (herceg) is menedéket kapott, akiket aztán 1046-ban hívtak haza a magyar főurak, hogy András Magyarország királya lehessen. Katonai elitje – amely normann eredetű, a kor megbecsült és elismert katonai kíséretének számított, akiket a magyar királyok is előszeretettel alkalmaztak. Valószínűleg ez időben érkeztek több százan a magyar előkelőkkel hazánkba, mivel András felesége a kijevi fejedelem leánya volt. E korból való adat Oroszvár nevének feltűnése is (nyugati határszél), vagy a már említett Iván soproni ispán neve.
Összességében tehát megállapítható, hogy a falunév eredetét és magyarázatát a kitűnő vitéz nevében kereshetjük.

## Története és mai élete
A rómaiak korában lakott hely. Iván első írásos említése 1234-ből származik, ez idő tájt a pornói apátság birtoka volt. 1357-ben már a Kapu várához tartozó királyi jobbágyok lakták. 1387-ben a kapuvári uradalom többi falvaival együtt a Kanizsayak, 1536-ban pedig a Nádasdyak lettek itt az urak. A 16. század derekán a Nádasdyakon kívül tiszttartóik, telekesi Török Pál és a völcseji Párnás János szereztek itt földesuruktól néhány jobbágytelket, sőt a Viczay család is birtokos lett a faluban. A Nádasdy-birtokot 1671-ben elkobozták, és a királyi kincstár tulajdona lett. 1678-ban Széchényi György érsek zálogba vette, 1714-ben pedig örök tulajdonként is a Széchényiek kezére került. Széchényi Ferenc 1787-ben az egész Sárvár-Felsővidéki uradalmat bérbe adta 6 évre Sághy Dánielnek. A bérlet 1792-ben szűnt meg, amikor az uradalom többi községeivel együtt Iván is visszakerült a Széchényiek használatába.
Az iváni urasági majornak nagy múltja van. A középkori eredetű Várföldek, mint az uraság magánkezelésében álló birtokrész, már 1492-ben feltűnik. Ebből alakult ki a 16. század elején a major. A 16. században és a 17. század első felében fagyűjtésre, legeltetésre és makkoltatásra minden környékbeli lakos – nemes és jobbágy egyaránt – szabadon, fizetség és dézsma nélkül használhatta a nagyerdőt. A Nádasdyak iváni majorjának tiszttartói 1654 körül kezdték szabályozni a nagyerdő használatát. Az úrbéri állomány elkülönzése igen korán, 1797-ben megtörtént. Gróf Széchényi Ferenc szívén viselte jobbágyainak sorsát, ezért megvizsgálta az erdő- és legelőilletőségi járandóságok kihasításának körülményeit. Iván Sopron vármegye legnagyobb irtásfaluja. Szántóföld állományát a 16. századi 300 holdról 1850-ig 3800 holdra növelte. Nemcsak iváni jobbágyok irtottak, hanem a szomszédos községek lakói is.  1670-ben megszűnt a falu evangélikus egyháza. A katolikus plébános 1692-ben kezdte meg az anyakönyvek vezetését.
Az 1930-as években több tűzvész pusztított a faluban, ekkor kezdődött az első átépítés.
A második világháborúban a szovjet hadsereg különösebb pusztítás nélkül vonult át a községen. 1945 májusában a Széchenyi-nagybirtokot 359 földigénylő között szétosztották. Az 1956-os forradalom alatt a soproni egyetemisták nagygyűlést tartottak Ivánban. 1959-ben két termelőszövetkezet alakult, ezek az 1960-as években egyesültek, az 1970-es években pedig Ivánhoz csatlakozott a pusztacsaládi és a répceszemerei téesz. 1982-ben az egyesített termelőszövetkezetet öt felé osztották. A helyi ÁFÉSZ-t beolvasztották a sopronhorpácsi ÁFÉSZ-be, bezárták a téglagyárat és a Könnyűipari Gépgyár kihelyezett telephelyét.
1979-ben megszüntették a vasutat.
1990. szeptember 30-án alakult meg az új önkormányzati képviselőtestület.
A lakosság idősebb rétege földműveléssel és állattenyésztéssel foglalkozik, a fiatalabbak a közeli városok ipari üzemeiben dolgoznak. A faluban a munkalehetőségek hiánya a lakosság számának csökkenését eredményezte. Az 1960-as években épült az óvoda, felújították a TÜZÉP-telepet, portalanított utakat, járdákat, ravatalozót építettek. Az 1970-es években készült el a gyógyszertár, az áruház, a vízmű, a takarékszövetkezet, a kultúrház és a szolgálati lakások. Az 1980-as években négytantermes általános iskola épült tornateremmel, öregek napközi otthona, postahivatal, fogorvosi rendelő szolgálati lakással. Van a faluban orvosi rendelő, védőnő, állatorvos, több bolt és vendéglő.
1981-ben volt az Önkéntes Tűzoltó Egyesület megalakulásának 100 éves évfordulója. Az Árpád utca 11. számú ház falán tábla jelzi, hogy ott született Pintér Gizella, az 1956-os mosonmagyaróvári sortűz egyik áldozata.
Iványi-Grünwald Béla (1867–1940) festőművész kibérelte az Ivánhoz tartozó egykori Visztamajort, és számos képét ott festette. Ivánban volt plébános Rozmán Sándor (1900–1953) kerületi hitoktatási felügyelő, halálát a brutális rendőri bántalmazás utáni vesebetegség okozta. Bindes Ferenc (1934–2019) hittankönyvíró, Németh J. László iváni tanárral együtt pedig a „Ha engem üldöztek…” című kötet szerzője.
Élő népszokás a lucázás, a betlehemezés és Mikuláskor a korbácsolás. Nagypéntek a falu fogadott ünnepe az 1882. évi nagypénteki tűzvész emlékére.

## Közélete

### Polgármesterei
- 1990–1994: Linter Tibor (független)[4]
- 1994–1998: Linter Tibor (független)[5]
- 1998–2002: Linter Tibor (független)[6]
- 2002–2006: Linter Tibor (független)[7]
- 2006–2010: Linter Tibor (független)[8]
- 2010–2014: Baráth Károly (független)[9]
- 2014–2019: Baráth Károly (független)[10]
- 2019–2024: Hajtó Péter (független)[11]
- 2024– : Hajtó Péter (Fidesz-KDNP)[1]

## Népesség
A település népességének változása:
| Lakosok száma | 1308 | 1276 | 1263 | 1234 | 1175 | 1168 | 1171 |
|               | 2013 | 2014 | 2015 | 2021 | 2022 | 2023 | 2024 |

A 2011-es népszámlálás során a lakosok 79,5%-a magyarnak, 9,1% cigánynak, 0,2% horvátnak, 1,1% németnek mondta magát (20,1% nem nyilatkozott; a kettős identitások miatt a végösszeg nagyobb lehet 100%-nál). A vallási megoszlás a következő volt: római katolikus 73,2%, evangélikus 1,1%, felekezeten kívüli 0,6% (24,2% nem nyilatkozott).
2022-ben a lakosság 83,2%-a vallotta magát magyarnak, 11,4% cigánynak, 1,3% németnek, 0,5% ukránnak, 0,3% szlovénnek, 0,2% szlováknak, 0,2% horvátnak, 0,1-0,1% románnak és szerbnek, 0,5% egyéb, nem hazai nemzetiségűnek (16,3% nem nyilatkozott; a kettős identitások miatt a végösszeg nagyobb lehet 100%-nál). Vallásuk szerint 56,1% volt római katolikus, 0,8% evangélikus, 0,7% görög katolikus, 0,3% református, 0,5% egyéb keresztény, 1,5% egyéb katolikus, 2% felekezeten kívüli (38% nem válaszolt).

## Nevezetességei
- Műemlék jellegű az egyhajós, szentély mellett álló tornyos, klasszicista Szent András római katolikus templom – a korábbi templom helyére gróf Széchényi Ferenc építtette 1820 körül –, 1883-ban a homlokzatát átépítették neoromán stílusban. Berendezése: Copf stílusú padok a 18. század végéről, a klasszicista mellékoltár és a szószék az eredeti.

További műemlékek:
- Barokk Pietà-szobor a templomkertben, a 18. század elejéről
- Pestis-kereszt a 18. század elejéről, késő barokk Szent Anna szobor, klasszicista sírkövek a temetőben a 18. század első feléből
- A falu közepén áll a Széchényi család egykori egyemeletes kastélya, amely 1830 körül épült, késő klasszicista stílusban. Ma általános iskola működik benne. A kastélyparkban a Fájdalmas Szűz szobra a 18. századból való.
- A Szentháromság-szobrot az Amerikába kivándorlók kis csoportja állíttatta.
- A templom falán emléktábla van az első világháború 78 és a második világháború 72 áldozatának emlékére.

## Híres emberek
- Itt született 1936-ban Kiss Tamás építész, urbanista, minisztériumi főtanácsos, egy időben Zala megye, illetve Veszprém város főépítésze.